# Gnathopleura carinata
Gnathopleura carinata är en stekelart som först beskrevs av Szepligeti 1902.  Gnathopleura carinata ingår i släktet Gnathopleura och familjen bracksteklar. Inga underarter finns listade i Catalogue of Life.